# AirPlay
AirPlayは、iTunesやiPhone、iPod touch、iPadで再生している音楽や動画、画像を、家庭内のネットワークを経由して他の機器でストリーミング再生する機能である。元々は、iTunesの音源をAirMac Express経由でオーディオ機器に接続してストリーミング再生する旧AirTunesに由来する。AppleのiTunes10に初めて搭載された。

AirPlay シンボル

## 概要
iTunesに登録された音楽データの無線伝送によるストリーミング再生に対応していたAirTunesを、動画データや画像データのストリーミング再生にも対応するために、2010年に第2世代Apple TVの発表にて大幅に刷新されたものである。そのため、旧AirTunesとの下位互換性を持っているのが特徴であり、AirMac Express経由での音楽のストリーミング再生にも引き続き対応している。再生には送信側と受信側双方の機種でAirPlayに対応しなければならない。
旧AirTunesは、Appleのみの独自規格という意味合いが強く、仕様も公開されていないが、AirPlayでは他社のメーカーにも門戸を開いており、主にアンプやネットワークオーディオプレーヤーを中心にAirPlay対応を謳った製品が登場している。2010年の発表当初の参入メーカーは、デノン、マランツ、B&W、JBL、iHOMEであったが、2011年にはパイオニアがエントリーモデルのAVアンプ2機種、およびDVDビデオ再生機能付きパーソナルオーディオシステムにAirPlayを採用したのを皮切りに参入した。
2017年、WWDC 2017においてAirPlay 2が発表された。AirPlay 2では複数のスピーカーでの音楽の同期ストリーミング再生が新たにサポートされる。macOS 10.13、iOS 11、tvOS 11から、Apple TV 4K 以降から対応する。

## 特徴
AirPlayでは複数の機器への伝送が可能で、曲情報も同時に伝送することが可能。（旧AirTunesでは、PCのiTunesからAirMac Expressを経由して、オーディオ機器にケーブルを繋いでストリーミング再生するシステムであった）
また、iPhone、iPod touch、iPadとAirPlay対応オーディオ機器またはApple TVとワイヤレス接続することも可能なため、このような条件での接続であれば、PCの電源を立ち上げる必要がないのも大きな特徴といえる。（iTunesのコンテンツを再生する場合は、旧AirTunes同様にPCないしMacの電源を入れることが必須）
iTunesでサポートされている各種コーデックに対応している。旧AirTunesでは音楽フォーマットのみの対応であったが、AirPlayでは画像フォーマットと映像フォーマットが新たに追加されている。圧縮、無圧縮問わず各種フォーマットに対応しているため、QuickTimeフォーマット(.mov)またはCAF(Core Audio Format)へ変換されてからネットワークを介して受信側の機器へ配信され、受信側の機器にてデコードされて出力される仕組みになっている。コンテナだけを変えて伝送するので、無線による伝送においてもロスが少ないのが特徴である。
AirPlayでは、従来からのストリーミング再生に加えて、AirPlayミラーリングとAirPlayデュアルスクリーンをサポートしている。ミラーリングとデュアルスクリーンについては対応機器が必要である。
基本的に無線による伝送方式であるが、MacまたはWindows PCとの有線LAN接続に限り、本体側とAirMac ExpressないしApple TVとの同時出力に対応している。有線LAN接続での同時出力時にAirMac ExpressないしApple TV側から出力しない場合は、各機器のクロックを同期させるために、コンテンツの再生時にほんの少しだけ遅延が発生する。また、無線LAN接続、有線LAN接続問わず、Core AudioないしQuickTimeをショートカットして出力した場合はAirPlay機能が働かない。
音楽データのストリーミング再生については、無線による伝送では音楽データはそのままCAF(Core Audio Format)にリアルタイム変換された上で伝送される(WindowsではQuickTimeフォーマットに変換されてから出力される)。AIFFとWAVに限りサンプリングレート44.1kHz(Apple TVでは最大で48kHz)のApple Losslessに圧縮した上でQuickTimeフォーマットないしCAFに変換されてから伝送される。ハイレゾ音源がダウンサンプリングされて伝送されるのはこのためである。有線LAN接続による伝送ではMacの機器セットまたはそれに準ずる仕様なので、AIFFないしWAVデータの有線接続によるストリーミング再生では、Apple Losslessには圧縮されずに、そのままQuickTimeフォーマットないしCAFにリアルタイム変換された上で伝送される。
画像データ及び映像フォーマットについては、QuickTimeフォーマットに一括変換された上で伝送される。ビットレートが伝送能力の上限を超えた映像データの再生については、圧縮して伝送する必要性からAirPlayではサポートされていない。

## 機能
以下に主な機能を挙げる。

### AirPlayストリーミング（旧AirTunes）
- 音楽、画像、映像データをネットワーク経由でストリーミング再生。ただし、旧AirTunesではiTunesに登録された音楽データのみ対応。
- 新たにギガビットイーサネット接続に対応（AirPlayのみ）。
- 受信機の外部メーカーへの解放（AirPlayのみ）。
- 曲情報の送受信が可能（AirPlayのみ）。
- 送信機を含めた複数の機器への伝送が可能。ただし、MacとWindows PC以外は本体出力との併用不可。
- DLNAなどの他の規格との互換性はないが、アプリがAirPlay対応であれば併用が可能。

### AirPlayミラーリング
- 送信側の機器に映し出している画面をApple TV経由にてTVなどのディスプレイ機器の画面に映し出す機能。
- 対応機種は、Apple TV （第2世代）以降、iOS 5以降を搭載したiPhone 4s以降、iPad 2以降、iPad Pro、iPad mini、iPod touch (第5世代) 以降、OS X Mountain Lion v10.8 以降を搭載したiMac (Mid 2011 以降)、Mac mini (Mid 2011 以降)、MacBook (Early 2015 以降)、MacBook Air (Mid 2011 以降)、MacBook Pro (Early 2011 以降)、Mac Pro (Late 2013 以降)である。

### AirPlayデュアルスクリーン
- 送信側の機器の拡張画面をApple TV経由にてTVなどのディスプレイ機器の画面に拡張して映し出す機能。Macのデュアルスクリーン機能をAirPlay用に刷新させたものである。
- 対応機種は、Apple TV （第2世代）以降、OS X Mountain Lion v10.8 以降を搭載したiMac (Mid 2011 以降)、Mac mini (Mid 2011 以降)、MacBook (Early 2015 以降)、MacBook Air (Mid 2011 以降)、MacBook Pro (Early 2011 以降)、Mac Pro (Late 2013 以降)である。